# Wieleń (potok)
Wieleń – potok, lewy dopływ Dunajca o długości 8,97 km i powierzchni zlewni 17,98 km².
Źródła potoku znajdują się w miejscowościach Gwoździec i Jaworsko, najwyżej położone – na wysokości około 370 m n.p.m. Spływa w południowo-wschodnim kierunku przez miejscowości Gwoździec, Zawada Lanckorońska i Melsztyn. W dolnej części swojego biegu, w Zawadzie Lanckorońskiej ostro zakręca na południowy zachód, opływając wzgórze Zamczysko z ruinami zamku w Melsztynie. W Melsztynie uchodzi do Dunajca na wysokości ok. 211 m.
Zlewnia Wielenia znajduje się na Pogórzu Wiśnickim. Wzdłuż dolnego biegu potoku oraz jednego z jego dopływów biegnie droga z Melsztyna do Dębna.